# Zajazd Poczekaj w Jordanowie
Zajazd „Poczekaj” – zabytkowy budynek znajdujący się w Jordanowie, w powiecie suskim, w województwie małopolskim. Obiekt został wpisany do rejestru zabytków nieruchomych województwa małopolskiego.

## Historia
Zajazd powstał w połowie XIX wieku (inne źródła podają początek XVIII wieku) przy dawnym szlaku solnym z Wieliczki na Węgry.

Znajdował się w nim hotel dla kupców, karczma z wyszynkiem oraz w piwnicach wozownia i stajnie dla koni.
Pełnił funkcję zajazdu do I wojny światowej.

Po 1918 roku w budynku miała swoją siedzibę Policja Państwowa, a w czasie okupacji Niemcy zainstalowali tam „granatową policję” i żandarmerię niemiecką. 
Wybuch pocisku w 1942 roku poważnie uszkodził budynek. Po II wojnie światowej został częściowo przebudowany i zaadaptowany na cele biurowe Nadleśnictwa Myślenice. Później pełnił funkcję domu mieszkalnego, a także mieściła się tu filia ośrodka remontowo-budowlanego z Krakowa.
W 2012 budynek w złym stanie został sprzedany przez Nadleśnictwo Myślenice prywatnej firmie, która zamierzała przeprowadzić remont i rozpocząć tam działalność restauracyjną i hotelarską. Cel ten nie został zrealizowany do dziś (2023).

## Opis architektoniczny
Jest to budynek trójkondygnacyjny, wybudowany na planie prostokąta, murowany z kamienia i cegły, częściowo otynkowany, nakryty dachem dwuspadowym.
Najniższą kondygnację wybudowaną z kamienia, nieotynkowaną, stanowi wysokie podpiwniczenie pod całym obiektem, zachowane w pierwotnym kształcie, z typowymi dla domów zajezdnych z tamtego okresu przelotowymi bramami. Otwory bramne znajdujące się w elewacji szczytowej są zwieńczone łukami pełnymi. Wjazdy do piwnic zamknięte są masywnymi wrotami. Okna piwniczne usytuowane na ścianie wschodniej także są półkoliście zamknięte górą.
Wschodnia, trójosiowa elewacja obiektu podzielona jest pilastrami. Między nimi umieszczone są prostokątne otwory okienne. Elewacja szczytowa jest dwuosiowa. Wejście główne do obiektu znajduje się w elewacji zachodniej.
Początkowo przy  północnej ścianie szczytowej wybudowana była parterowa przybudówka (wyburzona w latach 80. XX wieku).